# Ras El Oued (Marroc)
Ras El Oued (àrab: رأس الواد, Raʾs al-Wād) és una comuna rural de la província de Taounate de la regió de Fes-Meknès. Segons el cens de 2014 tenia una població total de 15.778 persones.